# Bugaj (Koźmice Wielkie)
Bugaj – część wsi Koźmice Wielkie w Polsce, położona w województwie małopolskim, w powiecie wielickim, w gminie Wieliczka.

## Historia
Bugaj to dawniej samodzielna wieś, która stanowiła odrębną gminę jednostkową Bugay, od 1854 w powiecie podgórskim, a od 1867 w powiecie wielickim. Bugaj stanowił skupisko trzech enklaw na terenie Koźmic Wielkich.
W latach 1975–1998 miejscowość administracyjnie należała do województwa krakowskiego.